# Château de Bleijenbeek
Les ruines du Château de Bleijenbeek se trouvent à Afferden (commune de Bergen) dans le Limbourg néerlandais. Une première construction datant de la fin du XIIIe siècle fut plusieurs fois reconstruite, rénovée ou agrandie au cours des siècles. Le château, tel qu'il est connu dans sa forme finale du XIXe siècle fut détruit en 1945, dans un bombardement de la RAF. Les vestiges et le domaine sont depuis 2009 l'objet d'un projet de restauration. Elles se trouvent sur la route d'Afferden à Siebengewald dans le nord de la province du Limbourg néerlandais.

## Histoire du bâtiment

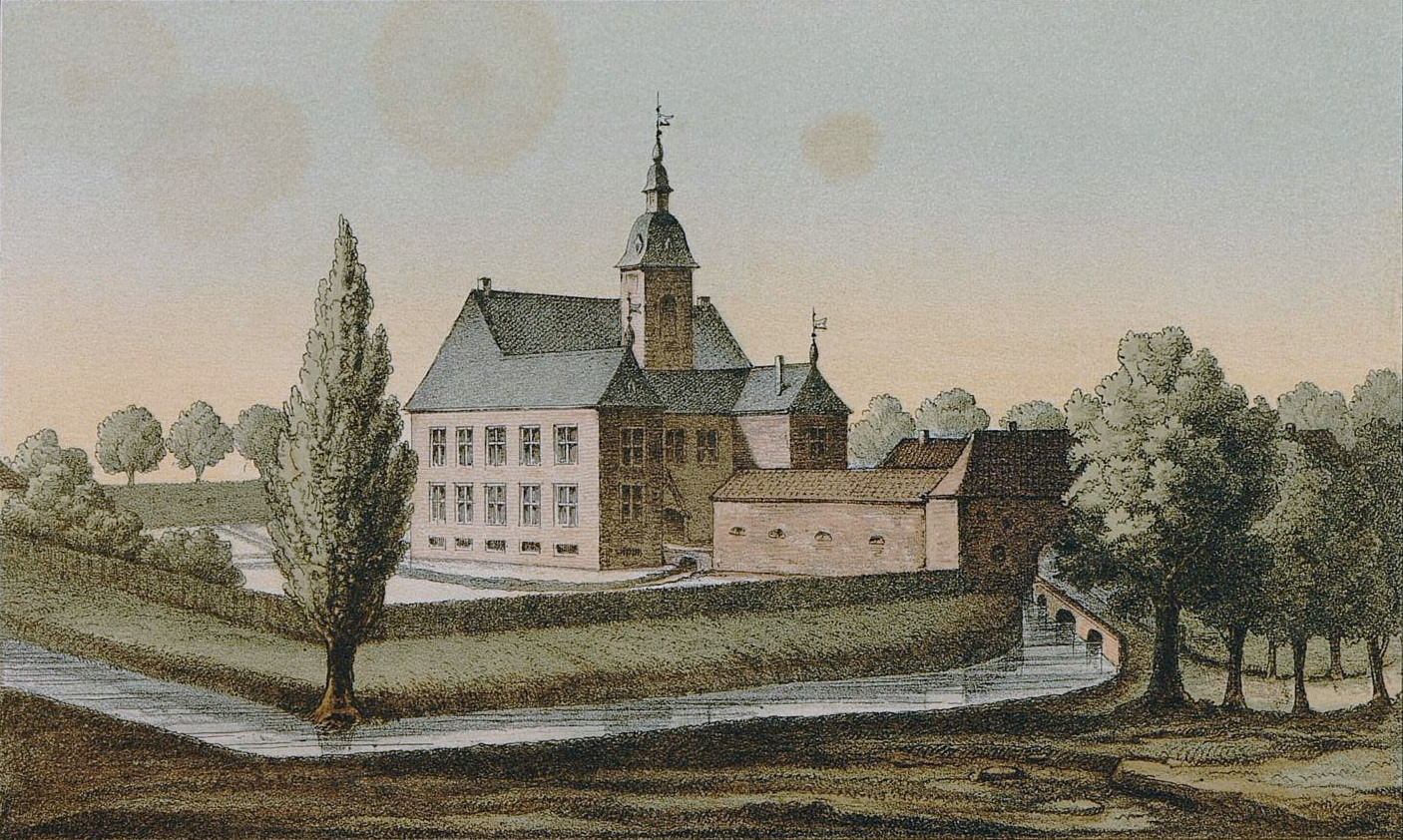
Le château de Bleijenbeek, vers 1860.

Le château de Bleijenbeek a été construit après la destruction du château d'Afferden (nl), situé à deux kilomètres à l'ouest de la Meuse, probablement à la suite d'une inondation. Les fouilles ont montré que l'histoire de sa construction commence peu avant 1300 avec une douve de structure rectangulaire fait de marnes et de briques, avec une tour d'angle carrée dépassant d'un côté à l'angle nord-est. 
Il a ensuite été détruit ou démoli et une grande tour résidentielle a été construite, suivie d'un couloir mural partiel. Peu de temps après 1405, une aile abritant un hall avec cave (toutes deux partiellement conservées) a été ajoutée avec une tour carrée en saillie sur le côté sud. Au XVe siècle, un mur de protection avec une passerelle sur des arcades a été ajouté pour fermer la cour. Ce mur était relié au portail d'entrée (qui s'élevait aussi à côté de la tour sud), dans laquelle une remise de pont a été construite. Une deuxième aile plus grande a été construite du côté est au XVIe siècle. 
Après plusieurs rénovations, l'ensemble formait un bâtiment de quatre ailes autour d'une cour (XVIIe siècle). En 1688, selon l'inscription, un cadre en pierre naturelle (qui est encore largement visible) a été placé autour de la porte d'entrée. Les fenêtres ont été remplacées au XIXe siècle par des fenêtres de style moins attrayantes.

## Histoire de l'habitation

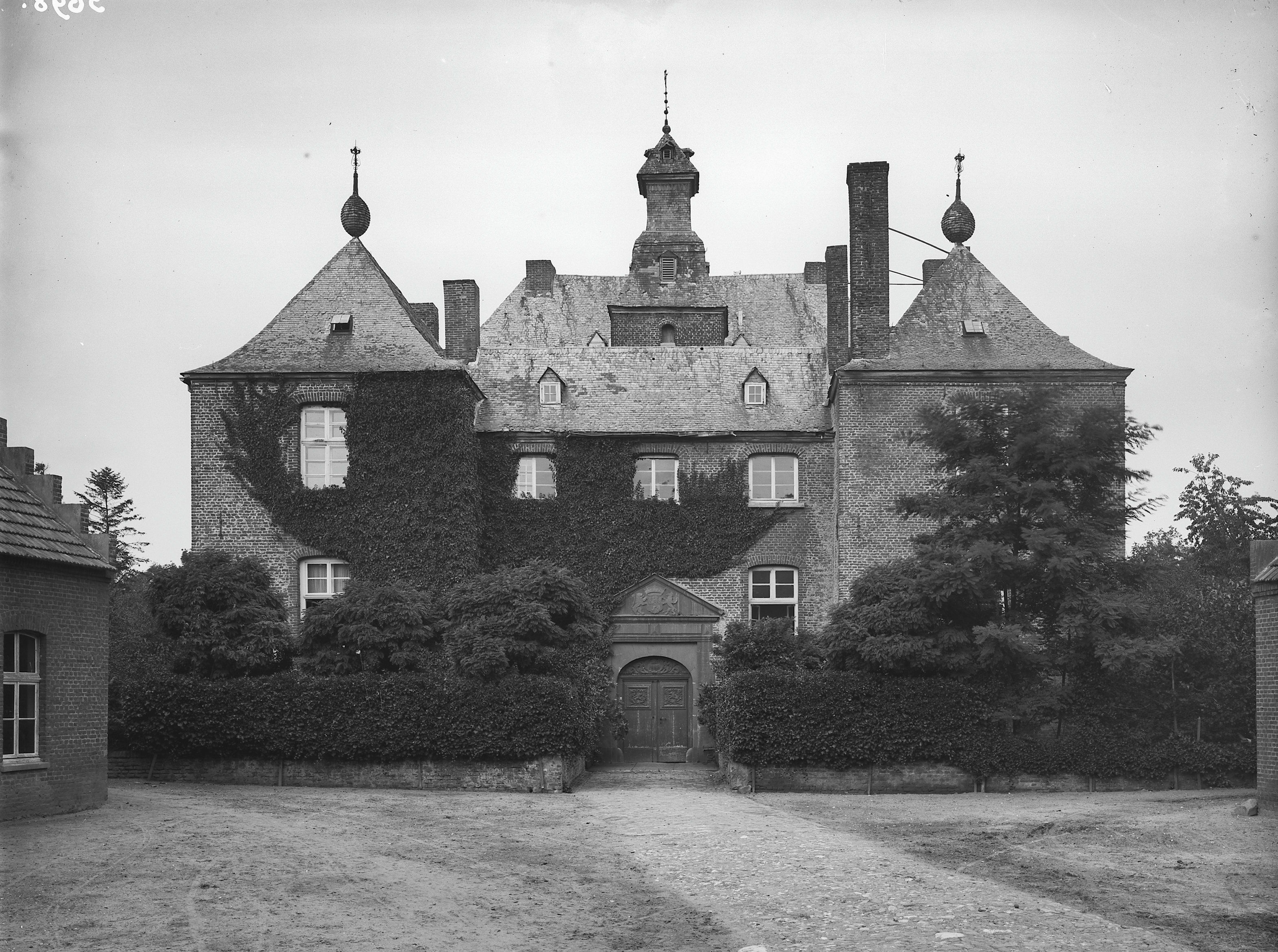
Le château de Bleijenbeek, en 1919.

Lutgarde van Mirlaer a hérité "du guet et de la cour Blienbeke" en 1405, mais l'a échangé avec Wynand Schenck van Nydeggen contre ses dîmes sur le grain à Afferden. En 1407, il a ensuite commandé ceci comme burchhuys ind hoifs van Blidenbeke en prêt à l'évêque de Cologne. Apparemment, il a converti la ferme en château. La famille Schenck van Nydeggen continue à y résider jusqu'à ce qu'elle soit forcée à le vendre, en 1530, à Derick van der Lippe, nommé Hoen, qui, la même année, était mariée à Aleid Schenck van Nijdeggen van Nije Huys. 
Le célèbre commandant Maarten Schenk van Nydeggen prit le château de force en 1579 et le fit transformer en forteresse stratégique. Après un siège de deux mois en 1589, les Espagnols s'emparèrent du château. Après récupération, il est resté en possession de la famille Schenk van Nydeggen jusqu'à ce qu'il soit hérité en 1709 par Frans Arnold Hoen, qui n'y a jamais vécu. En 1872, ce propriétaire le prêta aux jésuites allemands en exil. De 1900 à 1917 des religieuses y résidèrent .
Lothar Graf von und zu Hoensbroech l'a vendu en 1937 au fabricant de margarine R.J.H. Jurgens (1875-1954) de Nimègue. Le château est détruit en 1945, dans les bombardements de la Royal Air Force (opération Véritable). Les pierres du château de Bleijenbeek ont été utilisées après 1948 pour la restauration de Huis Heijen, qui a également été fortement endommagée par les bombardiers britanniques pendant la Seconde Guerre mondiale. Le domaine a ensuite été transféré à la Fondation Hollyden et en 1990, il a été vendu à AMEV. La famille Jurgens a utilisé le domaine pendant des années pour chasser le petit gibier et a veillé à son entretien. 
Les ruines sont aujourd'hui interdites d'accès. Finalement, le château a été vendu vers 2000 à l'entreprise 'Fortis Vastgoed BV', qui y a développé un terrain de golf, des villas et appartements, mais souhaite également préserver son cadre naturel.

## Restauration et consolidation des ruines
Fin 2009, la 'Fondation du château de Bleijenbeek' a été fondée par le petit-fils du dernier propriétaire privé, M.E.C.M. Jurgens. La fondation est engagée dans la consolidation et la restauration de la ruine. La fondation travaille avec des partenaires qui poursuivent le même objectif, tels que la Heemschut, la Fondation pour les Château du Limbourg (Stichting Limburgse Kastelen) et la Het Limburgs Landschap.
Les projets de la Fondation du château de Bleijenbeek concernent la défense du monument vert (les canaux et les jardins du château) et du monument rouge (la ruine elle-même).
Au XVIIIe siècle, le bâtiment est tombé en décrépitude et aujourd'hui il n'en reste qu'une ruine. Une maquette représentant le château d'origine peut être vue dans le Cultuur Historisch Centrum (ou Centre historique culturel) de Vollenhove. Ce centre conserve également divers vestiges dont des éléments de construction, des poteries et la girouette de la tour.

## Galerie

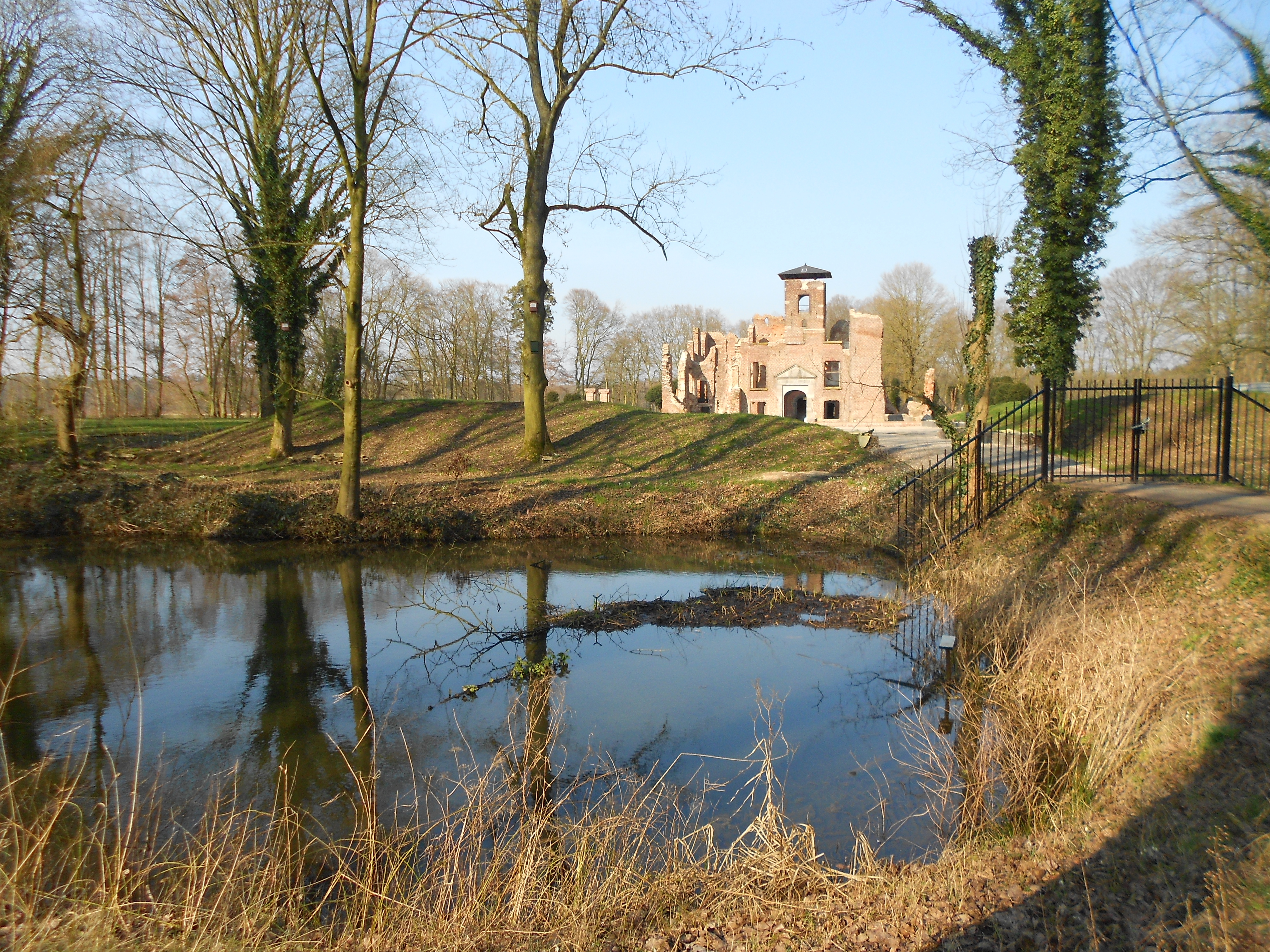
Vue du château en ruine.
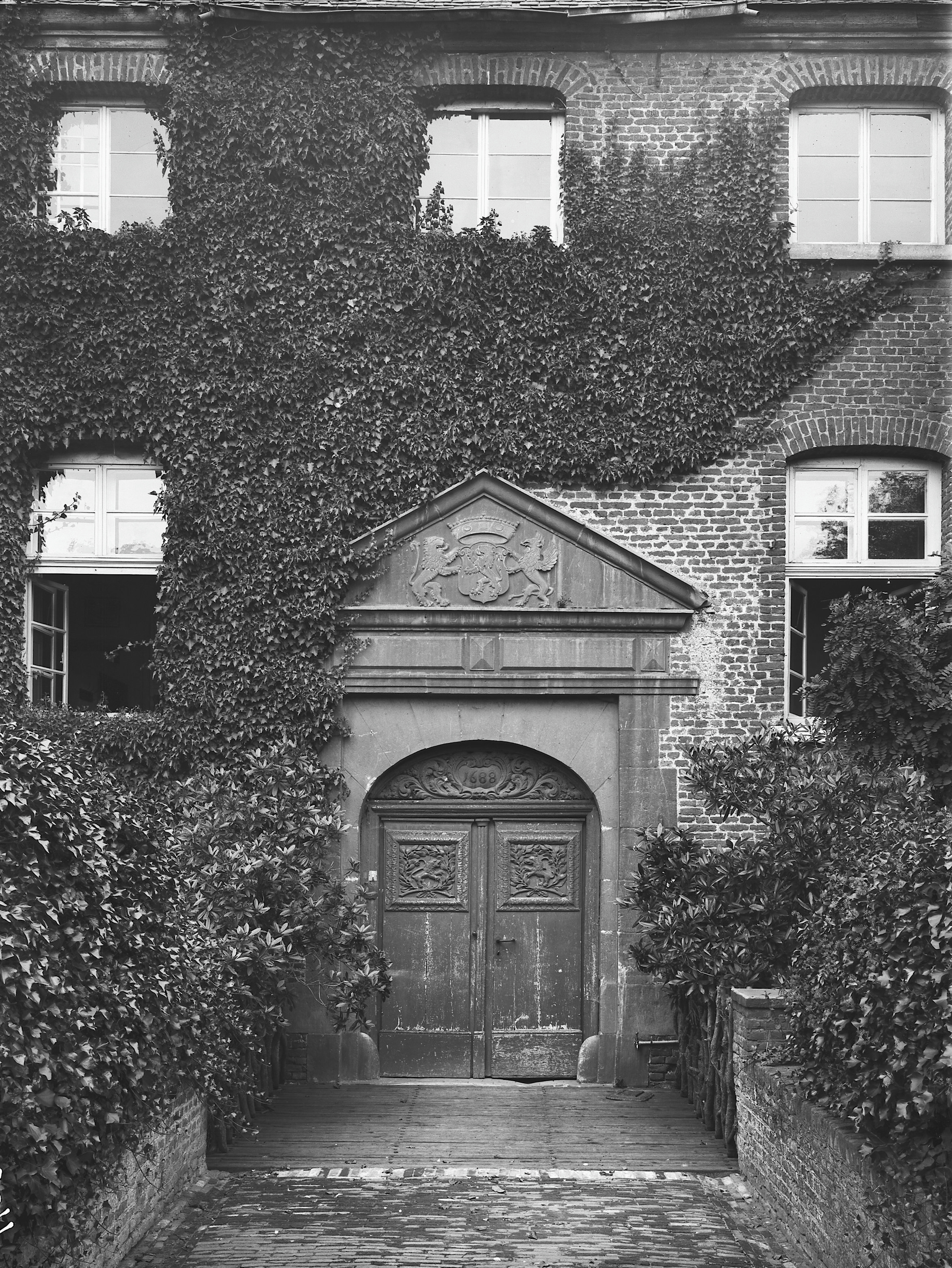
Vue de l'entrée avant la destruction du château.
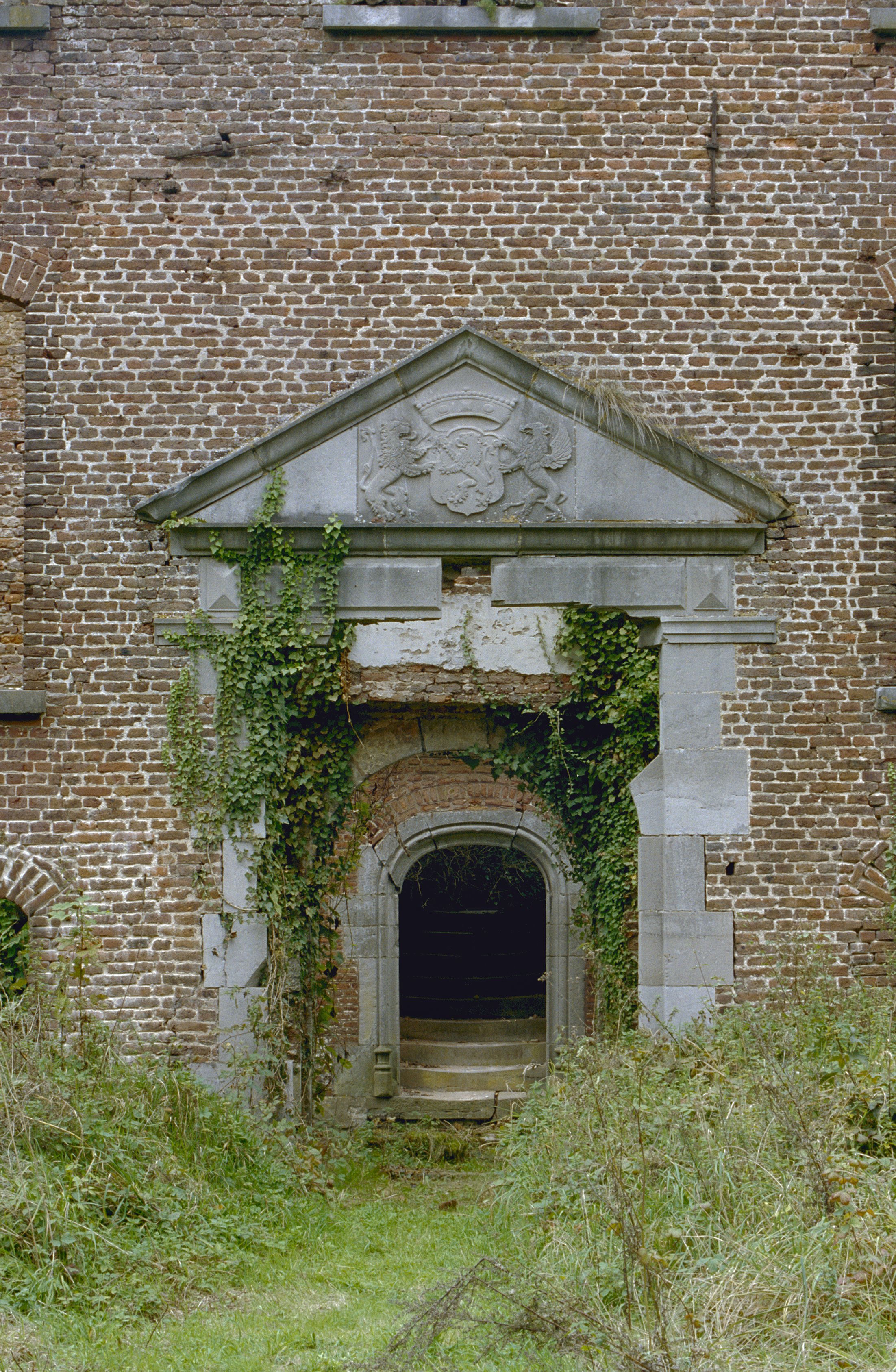
Vue de l'entrée de la ruine.
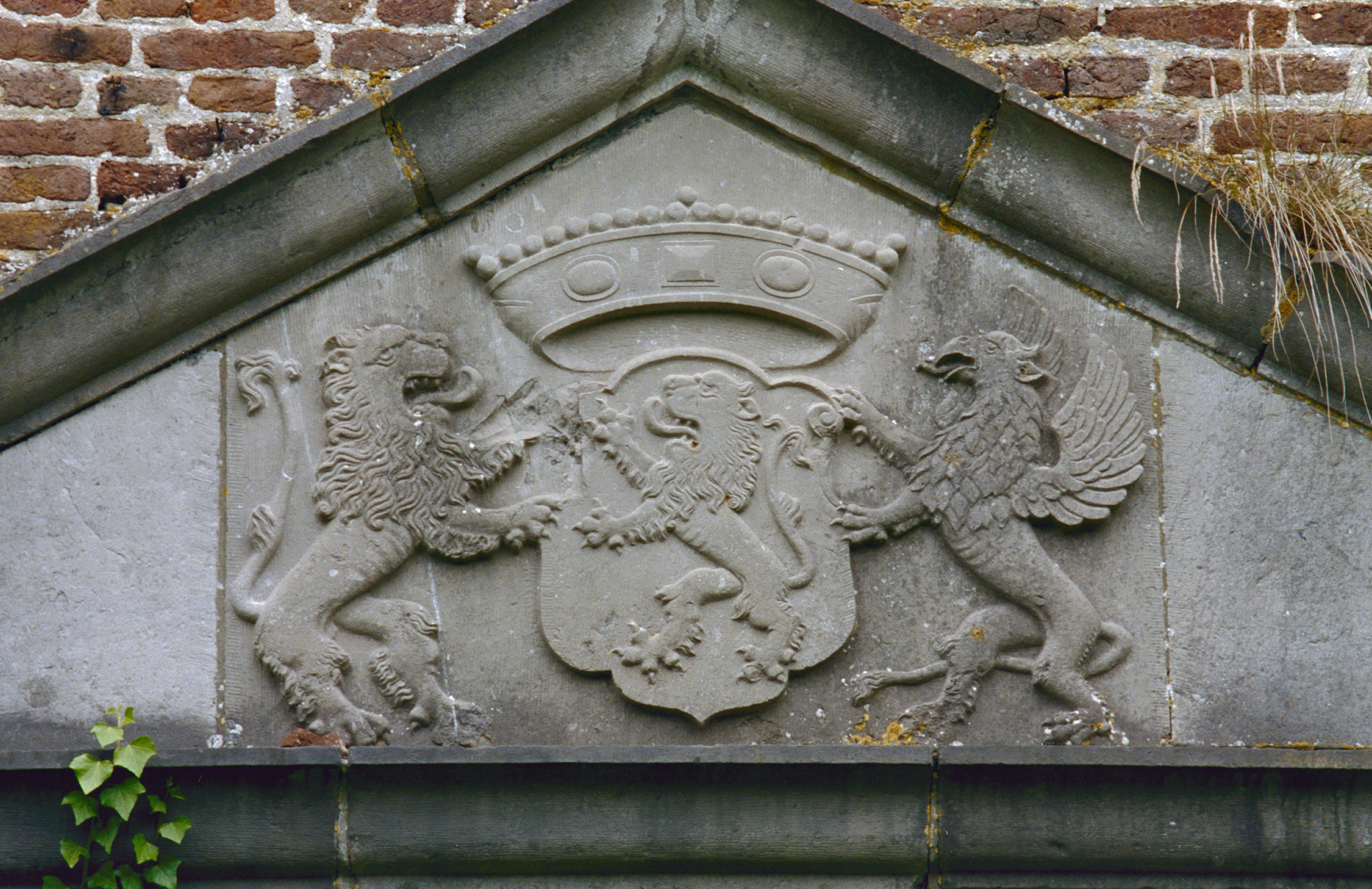
Détail du fronton de l'entrée.
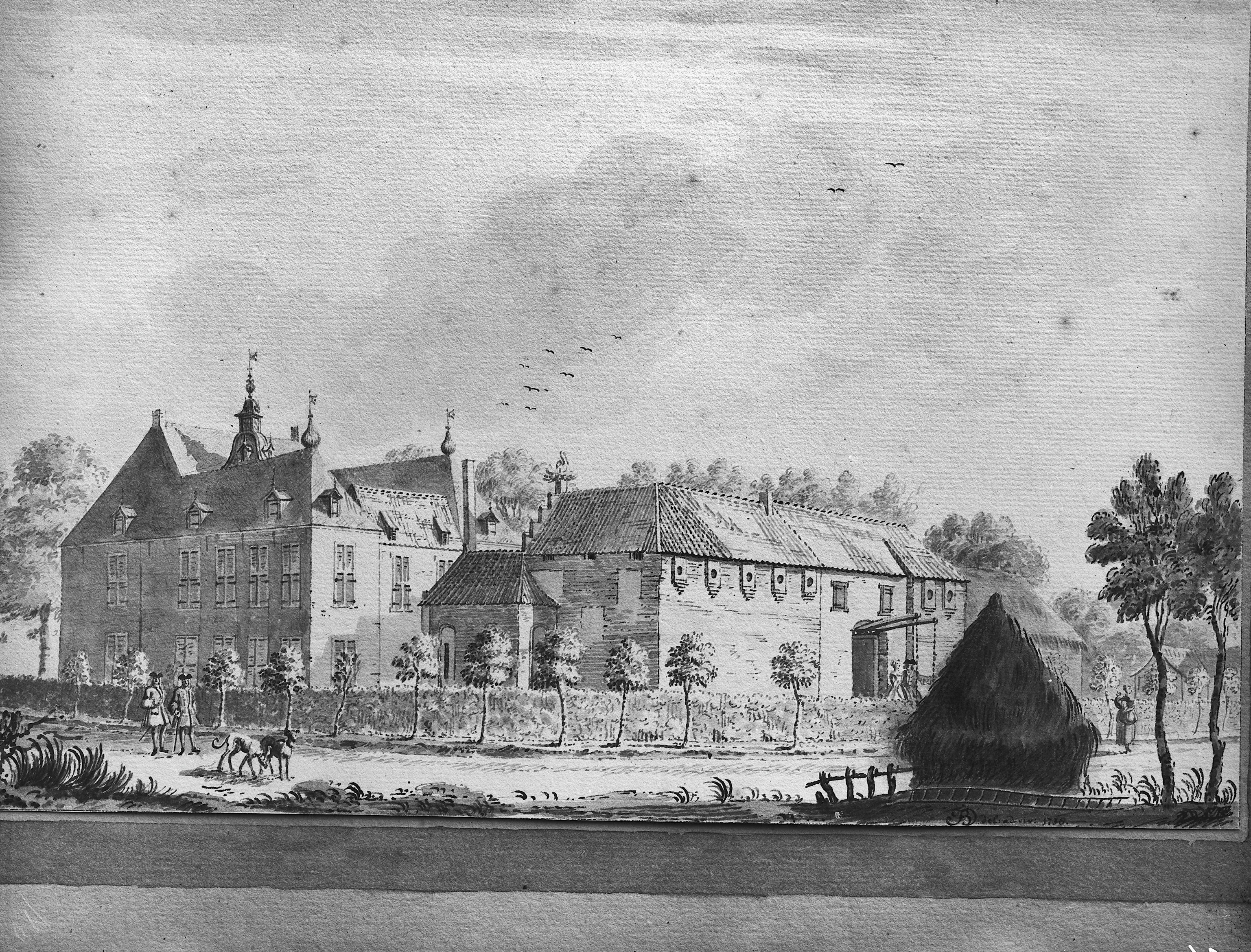
Vue du château en 1738.

## Liens connexes
- Liste des châteaux néerlandais par province